# Bryan O’Connor
Bryan Daniel O’Connor (ur. 6 września 1946 w Orange w Kalifornii) – amerykański astronauta i oficer United States Marine Corps.

## Życiorys
W 1964 ukończył szkołę w Twentynine Palms, a w 1968 studia inżynieryjne w United States Naval Academy w Annapolis, w 1970 uzyskał dyplom z systemów aeronautycznych w University of West Florida. W 1972 skończył szkołę marynarki w Monterey, a w 1976 United States Naval Test Pilot School w Naval Air Station Patuxent River w stanie Maryland. W czerwcu 1970 uzyskał licencję lotnika morskiego, 1976-1979 pracował jako pilot doświadczalny w Naval Air Test Center, później był m.in. zastępcą zarządcy programu AV-8 w Waszyngtonie. Ma wylatane ponad 5000 godzin na ponad 40 typach samolotów.

## Kariera astronauty
19 maja 1980 został wyselekcjonowany przez NASA jako kandydat na astronautę. Od 27 listopada do 3 grudnia 1985 był pilotem misji STS-61-B trwającej 6 dni, 21 godzin i 4 minuty. Od 5 do 14 czerwca 1991 dowodził misją STS-40 trwającą 9 dni, 2 godziny i 14 minut.
Łącznie spędził w kosmosie 15 dni, 23 godziny i 18 minut.
Opuścił grupę astronautów 29 lipca 1991. W sierpniu 2011 przeszedł na emeryturę.